# Microgaster procera
Microgaster procera är en stekelart som beskrevs av Johannes Friedrich Ruthe 1860. Microgaster procera ingår i släktet Microgaster och familjen bracksteklar. Inga underarter finns listade i Catalogue of Life.